# Лазаревська Катерина Олександрівна
Катери́на Олекса́ндрівна Лазаре́вська (нар. 20 вересня 1879, Конотоп — пом. 16 вересня 1939, Київ) — українська джерелознавиця, археографка, архівістка, бібліотекарка, історикиня та палеографка. Донька історика Олександра Лазаревського.
Фахівчиня з палеографії в редакції видань I Відділу УАН (1919). Старша наукова співробітниця археографічної комісії ВУАН (1921—1930). Також працювала позаштатною, згодом постійною співробітницею постійної комісії для складання історичного словника української мови (1919—1923). Виконувала обов'язки керівника комісії районного дослідження Півдня України (1929), була членкинею комісії української історіографії ВУАН (1929). Молодша наукова співробітниця Історично-археографічного інституту ВУАН (лютий — листопад 1934). Дійсна членкиня Історичної секції ВУАН (з 1927). Секретарка комісії з історії Лівобережної України УАН. У Всенародній бібліотеці України працювала на посаді головної бібліотекарки за угодою (трудовим договором) (1936, 1938—1939), а також науковою співробітницею відділу рукописів (1937).

## Життєпис
Народилася 20 серпня 1879 року. Молодша донька Олександра Лазаревського від його другого шлюбу — з Ганною Шрамченко. Вона також сестра Бориса і Гліба Лазаревських та племінниця українського етнографа Олександра Шрамченка.
Початково здобула домашню освіту. Згодом 1898 року закінчила київську Жіночу приватну гімназію А. О. Бейтель із золотою медаллю. У 1900—1903 роках навчалась у Київському художньому училищі. Паралельно з 1897 по 1903 рік працювала вчителькою недільної школи. Вступила на історико-філологічний факультет київських Вищих жіночих курсів, який закінчила 1911 року. З 1906 по 1910 роки приватна лекторка іноземних мов. Надалі, 1918 року, працювала на курсах іноземних мов. Від 1919 року працювала в постійній комісії ВУАН для складання історично-географічного словника української землі, комісії ВУАН Лівобережжя та Слобожанщини, археографічній комісії ВУАН та Постійній комісії ВУАН для складання історичного словника української мови. Викладала латинську мову в Першій українській гімназії.
У 1919 році фахівчиня з палеографії редакції видань I Відділу УАН. Надалі працює позаштатною співробітницею в системі ВУАН, а згодом у штаті постійної комісії для складання історично-географічного словника української землі ВУАН у 1919—1921 роках. З 1921 року по 1930 рік старша наукова співробітниця археографічної комісії ВУАН.
1929 року Лазаревська виконувала обов'язки керівника комісії районного дослідження Півдня України, цього ж року стала членкинею комісії української історіографії ВУАН. З лютого по листопад 1934 року — молодша наукова співробітниця Історично-археографічного інституту ВУАН. З 8 лютого 1927 року — дійсна членкиня Історичної секції ВУАН, разом з Віктором Юркевичем. Секретарка комісії з історії Лівобережної України УАН. Після смерті у 1928 році Марії Грінченко була виконавицею її духівниці, де вона отримувала кошти від видання творів письменниці, а також гроші від продажу квартири, щоб заснувати притулок для самотніх українських діячів культури та науки.
Наприкінці 1920-х років Лазаревська, як заступниця секретаря археографічної комісії ВУАН, підписала проєкт угоди про соціалістичне змагання між комісією та археографічною комісією АН СРСР.
Згодом зазнала цькування з боку партійного начальства та режимних авторів. Зокрема, у спогадах Наталії Полонської-Василенко про засідання комісії ЦКК—РСІ з чистки апарату ВУАН, що відбулося 6 серпня 1930 року.
Чекіст і судовий працівник Микола Наваловський.
Комісія звинуватила Лазаревську в тому, що її «батько був членом судової палати в Києві, мав маєток на Конотопщині — 200 десятин землі. Брат в еміграції». Це не завадило їй 1933 року вступити до Бюро осередку войовничих безвірників.
З лютого по листопад 1934 року обіймала посаду молодшої наукової співробітниці Історично-археографічного інституту ВУАН. У листопаді цього ж року була звільнена з роботи у ВУАН. Від 1936 року працювала в рукописному відділі Всенародної бібліотеки України.
У Всенародній бібліотеці України працювала на посаді головної бібліотекарки за угодою (1936, 1938—1939 роках), а також науковою співробітницею з 1937 року відділу рукописів. На цій посаді в 1937 році передала до відділу рукописів Бібліотеки Академії наук УРСР архів батька та займалася його упорядкуванням.
Померла 16 вересня 1939 року в Києві. Похована на Байковому кладовищі.

## Особистість
Жила в Києві разом з матір'ю. Не була одруженою. На думку дослідниці Дарини Андросової-Байди, Катерина Лазаревська належить до жінок, які продовжували родинні проєкти, проявляючи мінімальну активність у побудові власної життєвої стратегії. За самоідентифікацією вона часто проявляла слабкість та пасивність. Їй притаманний феномен жінки-історика, яка усвідомлює, що проживає «не своє» життя. Вона досить рано усвідомила власний інтерес до історичної науки та бажання продовжити справу батька — Олександра Лазаревського.

## Наукова діяльність
У свого батька навчалася працювати з давніми історичними документами та актами. З часом стала фахівчинею в галузі палеографії XVII—XVIII століть. Досліджувала цехи та їхню діяльність Лівобережної та Правобережної України. Окремі напрацювання присвячені методології фабрикам та заводам, методологічно опрацьованим археографічною комісією. Здійснила палеографічний нарис для передмови Літопису Самійла Величка 1926 року.
Займалася питаннями релігієзнавства, археографічною публікацією документальних пам'яток Гетьманщини, опрацьовувала пам'ятки української мови для складання історичного словника. Для Історичного словника українського язика відбирала лексичний матеріал з пам'яток старого українського письменства й актових збірок та рукописів. Опрацьовувала літературознавчий доробок Пантелеймона Куліша, Марко Вовчка, Тараса Шевченка. Досліджувала власні документи родинного архіву Лазаревських.
Її перша робота опублікована 1925 року «Матеріали до історії цехів на Лівобережній Україні XVII–ХІХ вв.». Надалі вона пише про «Книги Глухівського цеху калачницького та Київські цехи в другій половині XVIII ст. та на поч. ХІХ ст.» (1926). 1927 року дослідила питання поміщиків Конотопщини. Впродовж 1927 по 1928 року у неї виходила серія публікацій присвячена батьку та родині Лазаревських.
В 1929 році виходить археографічна публікація «Генеральне слідство про маєтності Стародубського полку 1729—1930 рр.» Лазаревська також опрацьовувала «Опис Новгород-Сіверського намісництва». 1932 року у співпраці з Пилипом Клименком опрацювала матеріали «Цехової книги бондарів, стельмахів, колодіїв, столярів міста Кам'янця-Подільського від 1601 до 1803 р.».
Разом з Сергієм Шамраєм уклала іменний та географічний покажчики до обох частин 9-го тому «Історії України-Руси» Михайла Грушевського 1931 року.
В рукописах залишилися праці присвячені додатковим публікаціям генерального слідства про маєтності Полтавського та Миргородського полків, Румянцевська ревізія Стародуба, матеріали до біографії Степана Носа, напрацювання щодо історії будівництва в Україні. Також Лазаревська вивчала організацію археографічної комісії Наукового товариства імені Шевченка у Львові.
Займалася також первинним науковим впорядкуванням колекцій колишніх історичних установ Всеукраїнської академії наук (ВУАН), а також збірок колишнього Історичного музею, Гоголіани та особистих архівів відомих історичних постатей, зокрема Володимира Антоновича та Олександра Кістяківського. Проводила відбір лексичного матеріалу з рукописних та друкованих пам'яток стародавнього письменства та актових збірок, що зберігаються у фондах ВР.
Серед досліджених рукописів були «Житія святих XVII століття», «Полтавська міська книга кінця XVII століття», «Катехиза або визнання віри XVII століття», «Візерунок цнот Плетенецького». Також опрацьовувалися друковані джерела, такі як «Віленське учительське євангеліє», «Малоросійські лікувальники XVII століття», «Книга листовня XVII століття», «Літописи та замітки про події в Новоросії», «Господарство Гетьманщини» (Михайла Слабченка).
Катерина Лазаревська вважається однією з видатних українських науковиць 1920-1930-х років, поряд з такими жінками-істориками, як Ганна Берло, Ганна Панкратова, Наталія Мірза-Авакянц, Надія Суровцова, Ольга Водолажченко, Ольга Багалій.

## Вибрані публікації
Всього Катерина Лазаревська була авторкою близько 30 публікацій. Згідно з покажчиком НБУВ та Енциклопедії історії України, а також за додатковими уточненнями бібліографії :
- Книга глухівського цеху калачницького // Український археографічний збірник. — 1926. — Том 1
- Матеріали до історії цехів на Лівобережній Україні XVII—XIX вв. [Архівовано 8 серпня 2016 у Wayback Machine.] // Записки історично-філологічного відділу ВУАН. — 1925. — Книга 6
- Київські цехи в другій половині XVIII ст. та на поч. ХІХ ст. // Київ та його околиця в історії та пам'ятках. Київ, 1926
- Господарство незаможного панка на Конотопщині в першу половину ХІХ в. // Український археографічний збірник. — 1927. — Т. II
- О. М. Лазаревський й старе українське мистецтво // Україна. — 1927. — Кн. 4
- Шевченко й брати Лазаревські // Україна. — 1928. — Кн. 4
- Заможний двір на Стародубщині в першій половині XVIII ст.: до історії будівництва на Україні // Україна. — 1929. — Кн. 5, № 36
- Генеральне слідство про маєтності Стародубського полку 1729—1930 рр. Київ, 1929
- Генеральне слідство про маєтності Лубенського полку. Київ, 1931
- Згадки про Т. Г. Шевченка // Вісті АН УРСР. — 1938. — № 8–9.

Підготувала другий том «Українського археографічного збірника (1927; присвячений Олександру Лазаревському та історії роду Лазаревських).
Брала участь разом з Євгеном Тимченком та Пилипом Клименком й іншими істориками у підготовці:
- Історичний словник українського язика» (том 1: А—Ж, зошити 1—2. Х—К., 1930—1932)
- Опис Новгород-Сіверського намісництва, 1931
- Цехова книга бондарів, стельмахів, колодіїв, столярів міста Кам'янця-Подільського від 1601 до 1803 р. 1932.

У рукописах виділяють такі праці:
- Археографічна комісія Наукового товариства ім. Т. Г. Шевченка у Львові
- Генеральне слідство про маєтності Полтавського та Миргородського полків. Слідство 1729–30 рр., складене полтавською та миргородською козацькою старшиною про права козацької старшини, попівства та монастирів на маєтності Полтавського та Миргородського полків та ревізія 1726 р. переведена російськими офіцерами
- Заможний двір на Стародубщині в першій половині XVIII ст.: до історії будівництва на Україні
- Київські цехи в другій половині XVIII ст. та початку ХІХ ст.
- Куліш і Марко Вовчок: кілька невиданих листів
- О. М. Лазаревський і старий український портрет
- Листи Осипа Бодянського до Олександра Лазаревського (1854—1855)
- Матеріали до біографій Степана Даниловича Носа
- Питання наукової публікації Румянцевської ревізії
- Робота по історії фабрик і заводів на археографічній комісії
- Румянцевська ревізія м. Стародуба.